# Anja Pärson
Anja Sofia Tess Pärson (Umeå, 25 de abril de 1981) es una deportista sueca que compitió en esquí alpino; campeona olímpica en Turín 2006 y siete veces campeona mundial. Es públicamente lesbiana.

## Trayectoria
Participó en tres Juegos Olímpicos de Invierno, obteniendo en total seis medallas, dos en Salt Lake City 2002, plata en eslalon gigante y bronce en eslalon, tres en turín 2006, oro en eslalon y bronce en descenso y combinada, y bronce en vancouver 2010, en la prueba de supercombinada.
Ganó trece medallas en el Campeonato Mundial de Esquí Alpino entre los años 2001 y 2011.
En la Copa del Mundo consiguió 42 victorias y 95 podios en total. Ganó la clasificación general de la Copa del Mundo en 2004 y 2005.
Fue la abanderada de Suecia en la ceremonia de apertura de los Juegos Olímpicos de Turín 2006.
En 2004 recibió el Premio Victoria y en 2006 y 2007 la Medalla de Oro de Svenska Dagbladet. Fue nombrada «Atleta femenina del año» en su país en 2006 y 2008.
Se retiró de la competición en 2012. Posteriormente, trabajó como comentarista deportiva en las cadenas Sveriges Television (SVT) y Viasat.
En 2017 participó en el programa de televisión Let's Dance. Estuvo emparejada con el bailarín profesional Calle Sterner, y terminaron el concurso en segundo lugar. En 2024 ganó el concurso de SVT Mästarnas mästare (Campeón de campeones).

## Palmarés internacional
| Juegos Olímpicos   | Juegos Olímpicos                  | Juegos Olímpicos  | Juegos Olímpicos |
| Año                | Lugar                             | Medalla           | Prueba           |
| ------------------ | --------------------------------- | ----------------- | ---------------- |
| 2002               | Salt Lake City (Estados Unidos)   | Medalla de plata  | Eslalon gigante  |
| 2002               | Salt Lake City (Estados Unidos)   | Medalla de bronce | Eslalon          |
| 2006               | Turín (Italia)                    | Medalla de oro    | Eslalon          |
| 2006               | Turín (Italia)                    | Medalla de bronce | Descenso         |
| 2006               | Turín (Italia)                    | Medalla de bronce | Combinada        |
| 2010               | Vancouver (Canadá)                | Medalla de bronce | Supercombinada   |
| Campeonato Mundial |                                   |                   |                  |
| Año                | Lugar                             | Medalla           | Prueba           |
| 2001               | St. Anton (Austria)               | Medalla de oro    | Eslalon          |
| 2001               | St. Anton (Austria)               | Medalla de bronce | Eslalon gigante  |
| 2003               | St. Moritz (Suiza)                | Medalla de oro    | Eslalon gigante  |
| 2005               | Bormio (Italia)                   | Medalla de oro    | Eslalon gigante  |
| 2005               | Bormio (Italia)                   | Medalla de oro    | Supergigante     |
| 2005               | Bormio (Italia)                   | Medalla de plata  | Combinada        |
| 2007               | Åre (Suecia)                      | Medalla de oro    | Descenso         |
| 2007               | Åre (Suecia)                      | Medalla de oro    | Supergigante     |
| 2007               | Åre (Suecia)                      | Medalla de oro    | Supercombinada   |
| 2007               | Åre (Suecia)                      | Medalla de plata  | Equipo mixto     |
| 2007               | Åre (Suecia)                      | Medalla de bronce | Eslalon          |
| 2011               | Garmisch-Partenkirchen (Alemania) | Medalla de bronce | Supercombinada   |
| 2011               | Garmisch-Partenkirchen (Alemania) | Medalla de bronce | Equipo mixto     |